# Georges et Louis Verbrugghe
Pour les articles homonymes, voir Verbrugghe.

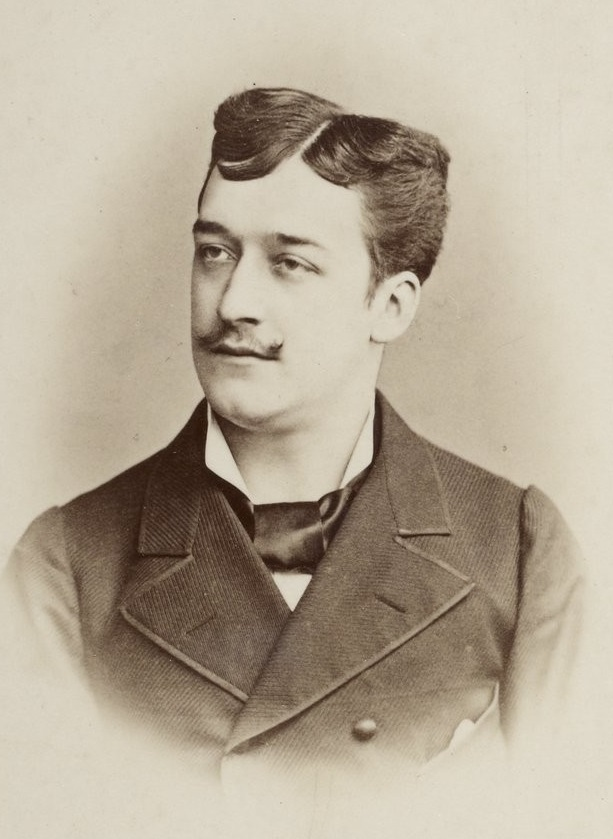
Georges Verbrugghe en 1882

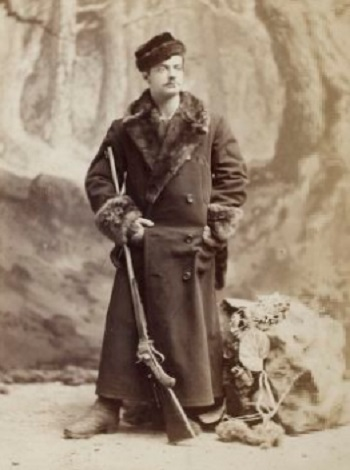
Louis Verbrugghe en 1879, photographie par Mora (1849-1926)

Georges (1849 - Río Sinú, 5 juin 1882) et Louis Émile Verbrugghe (Santiago de Cuba, 20 mars 1851 - ?) sont des voyageurs français qui ont parcouru l'Amérique du Nord et l'Amérique du Sud en 1877-1878. 

## Biographie
Fils d'un Consul de France à Cuba, les frères Verbrugghe arrivent à New York en 1877 comme simple touristes. Ils visitent Washington et Cincinnati et se rendent aux Mammoth Cave. Ils passent ensuite à Philadelphie et reviennent à New York où ils décident de partir explorer le grand Ouest. 
Ils visitent ainsi Pittsburgh puis Chicago, Milwaukee, Kansas City et Denver et font de grandes chasses dans les vallées de la Platte, de l'Arkansas et vers Colorado Springs. Ils franchissent les Rocheuses à Cheyenne et arrivent à Salt Lake City. Ils traversent le Grand désert et la Sierra Nevada et atteignent San Francisco. Ils y admirent les séquoias géants de la Merced et le Yosemite puis, après Dodge City, chassent le bison dans la vallée de la Cimarron. 
De retour à New York, ils partent ensuite pour Buffalo, voient les chutes du Niagara puis Québec, Montréal, Lorette et son village indien où ils chassent le caribou et l'élan. Ils décident alors de gagner le sud des États-Unis, visitent Charleston et La Nouvelle-Orléans et chassent le caïman dans les bayous.
En bateau, ils gagnent Veracruz puis Mexico, Puebla et Tlaxcala et embarquent pour La Havane. Ils visitent Matanzas et Santiago de Cuba et se rendent à Haïti d'où ils regagnent Bordeaux. Ils n'y restent que quelques jours puis repartent pour le Brésil en passant par Dakar et Pernambouc. 
Au Brésil, ils visitent Belém et remontent l'Amazone jusqu’à Manaus où ils chassent le caïman et le gymnote. Ils reviennent à la côte puis passent à São Luis, Natal, Pernambouc et Bahia avant d'atteindre Rio. Ils voient encore Montevideo et Buenos Aires, parcourent la Pampa et atteignent le détroit de Magellan. 
Après Valparaiso, ils se rendent à Santiago puis Lima et La Oroya avant de joindre Panama où ils rencontrent Lucien Napoléon Bonaparte-Wyse. Georges décide alors de regagner la France alors que Louis décide d'accompagner Wyse au Darien puis à Bogota dans le but d'étudier un tracé de canal interocéanique. Pour atteindre Bogota, les deux hommes passent à cheval les trois cordillères, voient le pont naturel de Pandi et les cascades de Tequendama et obtiennent leur concession. Le retour se fait par Magdalena, Barranquilla et Carthagène. 
Louis séjourne encore quelque temps dans l'isthme de Panama puis traverse le Nicaragua, s'arrête à Acapulco et, de San Francisco, s'embarque pour rentrer en France. 
Georges trouve la mort le 5 juin 1882 sur le Río Sinú en Colombie.

## Publications
Les frères Verbrugghe laissent plusieurs ouvrages communs :
- Le canal interocéanique de Panama, 1879
- Promenades et chasses dans l'Amérique du Nord, 1879
- Forêts vierges. Voyage dans l'Amérique du Sud et l'Amérique Centrale, 1880

Louis a aussi publié, seul, en 1875, un roman : Coups de bâton et un ouvrage de pensées : Les Deux singes: variations philosophiques.